# Myxexoristops grandicornis
Myxexoristops grandicornis là một loài ruồi trong họ Tachinidae.